# Sounds from Nowheresville
Sounds from Nowheresille je druhé studiové album britského dua The Ting Tings, jež vyšlo 24. února 2012 pod labelem Columbia Records. Do nahrávání alba se duo dalo v roce 2009, kdy se přestěhovalo do Berlína a začalo nahrávat nový materiál. V říjnu 2010 byla jako pilotní singl vybrána píseň „Hands“, který produkoval skotský DJ Calvin Harris. Singl ale sklidil jak od kritiků, tak od fanoušků rozporuplné až negativní reakce, a tak se duo rozhodlo vydání alba odložit na neurčito. Kapela téměř veškerý materiál, který nahrála v Berlíně zničila a přestěhovala se do Španělska, kde začala s nahráváním od začátku. Skupina tak učinila z důvodu, že nechtěla, aby jejich nová deska zněla jako další průměrná mainstreamová popová deska.
14. prosince byl na jejich facebookovské stránce zveřejněn oficiální obal alba, na němž jsou členové kapely vyobrazeni jako kostlivci. Autorem kresby je umělec Milan Abad.

## Singly
Pilotním singlem se stala píseň „Hang It Up“, která však v hitparádách propadla na celé čáře, když se britském singlovém žebříčku neprobojovala ani do Top 100 a nejvýše skončila na 124. místě.
Jako druhý singl byla vybrána skladba „Hit Me Down Sonny“, jejíž vydání je naplánováno na 28. května.

## Další skladby
Ještě před vydáním samotného alba The Ting Tings natočili video pro open track „Silence“ v remixu od Bag Raiders. Spekulovalo se, že „Silence“ bude zastávat post druhého singlu, tato zpráva však nikdy nebyla potvrzena a singl sloužil pouze jako promo.
Singl „Hands“, který byl vydán v roce 2010 původně na albu neměl být vůbec. Podle slov Julesa De Martina se píseň nehodila do celkového konceptu alba, nicméně i přes tento výrok se skladba na albu nakonec objevila, a to na deluxe edici.

## Seznam skladeb
Standardní edice čítá 10 písní, na Deluxe edici se nachází dalších 9 skladeb navíc včetně dříve vydaného singlu „Hands“ a nově nahrané skladby „Ain't Got Shit“.
| Pořadí | Název             | Délka |
| ------ | ----------------- | ----- |
| 1.     | Silence           | 3:47  |
| 2.     | Hit Me Down Sonny | 2:51  |
| 3.     | Hang It Up        | 3:12  |
| 4.     | Give It Back      | 3:36  |
| 5.     | Guggenheim        | 3:57  |
| 6.     | Soul Killing      | 3:17  |
| 7.     | One By One        | 3:46  |
| 8.     | Day To Day        | 3:34  |
| 9.     | Help              | 3:01  |
| 10.    | In Your Life      | 2:58  |

| Pořadí | Název                                         | Délka |
| ------ | --------------------------------------------- | ----- |
| 1.     | Silence (Bag Raiders Remix)                   | 4:21  |
| 2.     | Hang It Up (Inertia Remix)                    | 3:58  |
| 3.     | Give It Back (Demo)                           | 4:24  |
| 4.     | Hang It Up (Abacus & Vargas 'Predator' Remix) | 3:36  |
| 5.     | Hands                                         | 3:20  |
| 6.     | Guggenheim (Got It Right Mix)                 | 4:14  |
| 7.     | Hang It Up (Shook Remix)                      | 4:38  |
| 8.     | Ain't Got Shit                                | 4:01  |
| 9.     | Hang It Up (CKB Remix)                        | 5:57  |